# Maria Anna Czartoryska
Principessa Maria Anna Czartoryska (Varsavia, 15 marzo 1768 – Parigi, 21 ottobre 1854) è stata una nobildonna e scrittrice polacca.

## Biografia

### Infanzia

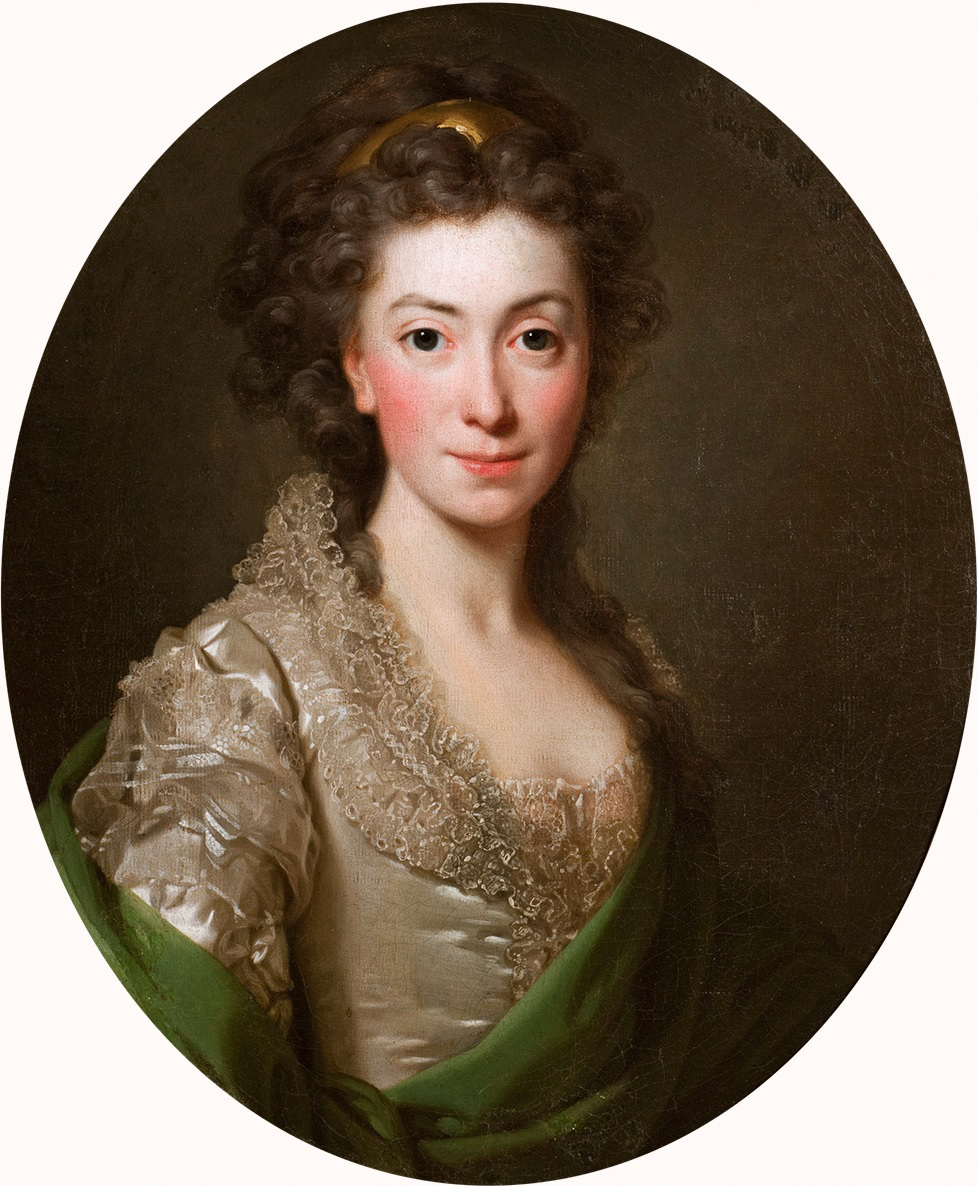
Izabela Czartoryska, nata Fleming, madre di Maria

Era la figlia del principe Adam Kazimierz Czartoryski e di sua moglie, Izabela Fleming. Il suo vero padre era il re Stanislao Augusto Poniatowski. Trascorse la sua infanzia nel Palazzo blu a Varsavia. Nel 1782 si trasferì con i suoi genitori a Puławy.

Stemma della famiglia Czartoryski

La sua famiglia era di origini antichissime e apparteneva alla szlachta, cioè l'alta nobiltà polacca.

### Primo matrimonio

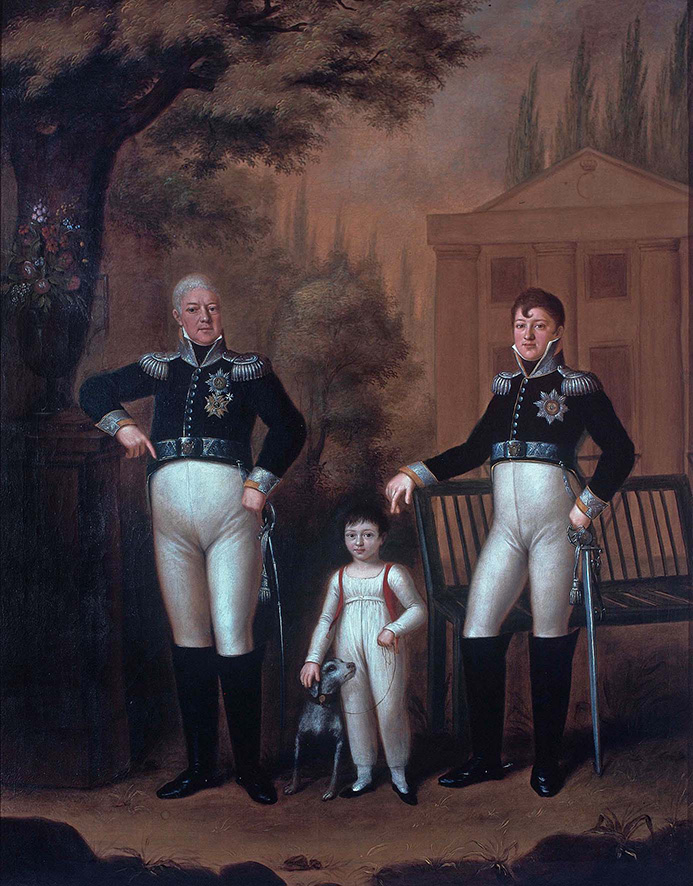
Ludovico, duca di Württemberg, 1800

Sposò, il 28 ottobre 1784, il principe Ludovico di Württemberg, imparentato con le famiglie reali di Prussia e Russia. Ebbero un solo figlio.
Tre mesi dopo la giovane coppia si trasferì a Berlino e poi a Montbéliard, stabilendosi poi nel castello a Treptow an der Rega. Dopo tre anni ritornarono in Polonia, e nel 1789, il principe venne nominato Generale Maggiore.
Fu un'unione infelice che si concluse con il divorzio, avvenuto nel 1793 e il figlio rimase con il padre che crebbe in un ambiente di pregiudizi contro sua madre e la Polonia. 

### Secondo matrimonio

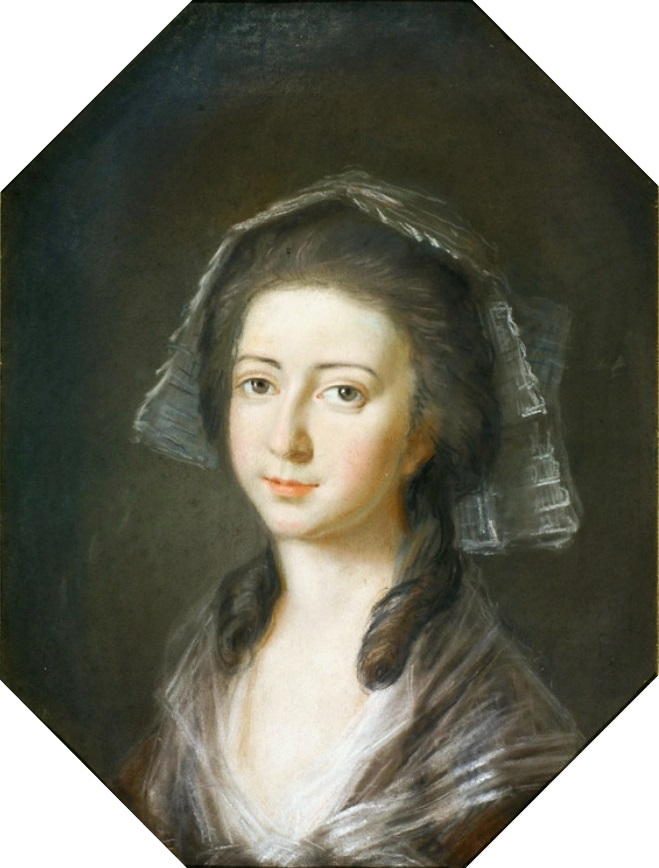
Maria Anna Wirtemberska ritratta da Jean-François Marteau nel XVIII secolo. Oggi questo dipinto è conservato nel Museo nazionale di Varsavia

Maria Anna tornò in Polonia e fu ospite della famiglia di uno dei cognati, quella del principe Stanislaw Lubormirski, e poi del fratello Adam Jerzy Czartoryski; nel 1795 si risposò con un ricco borghese, Ludwik Wirtemberski, del quale adottò il cognome (Maria Wirtemberska), usandolo come pseudonimo quando pubblicò il suo unico romanzo in polacco Roman Malwina (Varsavia 1816).

### Morte

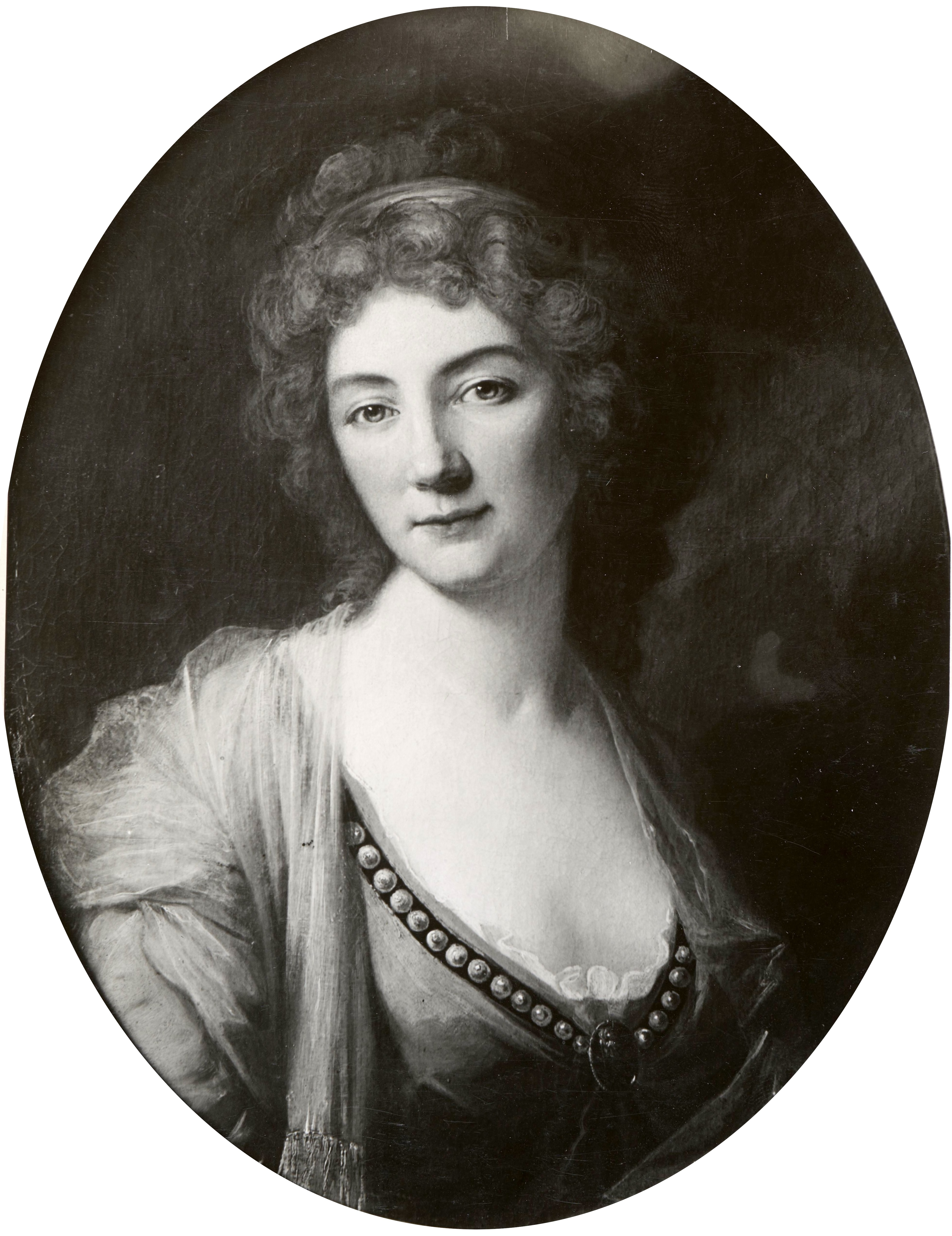
Maria Anna Czartoryska in una stampa d'epoca

Dopo la Rivolta di Novembre, andò a vivere in Galizia. Nel 1837 si stabilì definitivamente a Parigi nella casa di suo fratello, ove morì.

## Discendenza

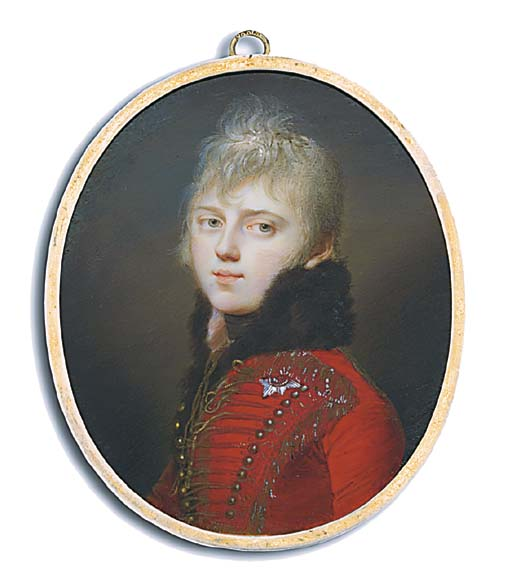
Duca Adamo di Württemberg, figlio di Maria, ritratto da Domenico Bossi, 1805

Maria Anna ebbe dal suo primo marito Ludovico di Württemberg un figlio:
- Adam (1792-1847).